# Tvivlan ur min själ försvinne
Tvivlan ur min själ försvinne är en kristen psalm. Texten är skriven av Johann Adolf Schlegel och översatt till svenska av Johan Åström.

## Publicerad i
- 1819 års psalmbok, som nummer 200 under rubriken "Guds enhet och treenighet".
- Den svenska psalmboken 1937, som nummer 293 under rubriken "Tro, förlåtelse, barnaskap".